# Bjeloševac
Bjeloševac je naselje v občini Bijeljina, Bosna in Hercegovina. 

## Deli naselja
Bjeloševac, Brezovica, Lazarevići, Ljubojevići, Radići, Srednja Mala in Tavna.

## Prebivalstvo
| Pregled števila prebivalcev po letih | Pregled števila prebivalcev po letih | Pregled števila prebivalcev po letih | Pregled števila prebivalcev po letih | Pregled števila prebivalcev po letih | Pregled števila prebivalcev po letih |
| ------------------------------------ | ------------------------------------ | ------------------------------------ | ------------------------------------ | ------------------------------------ | ------------------------------------ |
| 1948                                 | 1953                                 | 1961                                 | 1971                                 | 1981                                 | 1991                                 |
| -                                    | -                                    | -                                    | 756                                  | 689                                  | 639                                  |

| Narodna sestava prebivalstva po letih                                                                                      | Narodna sestava prebivalstva po letih                                                                                       | Narodna sestava prebivalstva po letih                                                                                      |
| --- | --- | --- |
| 1971 | 1981 | 1991 |
| . skupaj: 756 Srbi 753 (99,60 %) Hrvati 0 (0,00 %) Muslimani 0 (0,00 %) Jugoslovani 0 (0,00 %) drugi in neznano 3 (0,39 %) | . skupaj: 689 Srbi 675 (97,96 %) Hrvati 1 (0,14 %) Muslimani 0 (0,00 %) Jugoslovani 11 (1,59 %) drugi in neznano 2 (0,29 %) | . skupaj: 639 Srbi 630 (98,59 %) Muslimani 1 (0,15 %) Hrvati 0 (0,00 %) Jugoslovani 0 (0,00 %) drugi in neznano 8 (1,25 %) |